# Aéroport de Nagoya
L'aéroport de Nagoya (名古屋飛行場, Nagoya hikōjō, code IATA : NKM • code OACI : RJNA), est situé près de Nagoya, dans les villes de Komaki et Kasugai, dans la préfecture d'Aichi, au Japon.

## Historique
L'aéroport est à l'origine une base aérienne créée en 1944 du Service aérien de l'Armée impériale japonaise, avant d'être placée sous le contrôle de l'US Air Force de 1946 à 1958 sous le nom de base aérienne de Komaki.
Cet aéroport fut longtemps l'aéroport principal de l'agglomération de Nagoya, jusqu'à l'inauguration de l'aéroport international du Chūbu.
Son trafic a sensiblement réduit depuis l'ouverture de ce dernier. En 2012, l'aéroport de Nagoya n'est plus relié qu'avec quelques localités japonaises : Aomori, Fukuoka, Kumamoto, Niigata, Iwate.

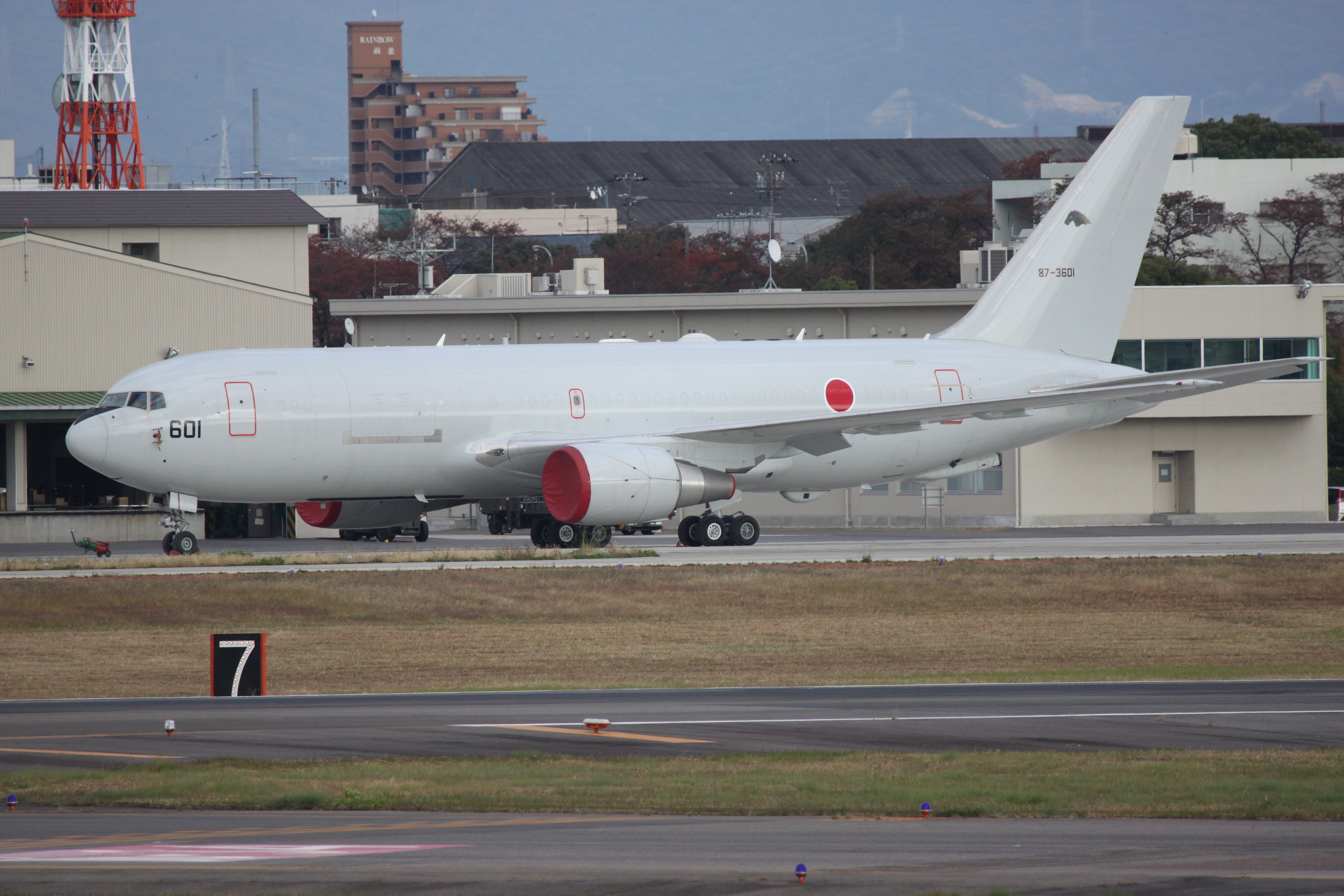
Un des 4 Boeing KC-767 stationnés sur l'aéroport.

Dans les années 2010, la Force aérienne d'autodéfense japonaise maintient sur place une unité de transport tactique, le 1 Yuso Kokutai (1re Escadre de transport aérien tactique), doté d'un escadron de Lockheed C-130H (401 Hikotai) et d'un escadron de ravitailleurs en vol Boeing KC-767 (404 Hikotai), ainsi qu'une formation d'entraînement aux missions de recherche et de sauvetage (Kyunan Kyoikutai, sur avions de patrouille maritime Hawker 800, désignés localement U-125A, et hélicoptères Mitsubishi UH-60J).
L'entreprise aéronautique Mitsubishi Aircraft Corporation possède son siège social dans l'aéroport alors que la Mitsubishi Heavy Industries dispose d'une usine à proximité. C'est dans cette usine (orientée vers l'aéronautique en 1916) qu'est produit le Mitsubishi MRJ. Elle y assure aussi l'entretien, entre autres, des hélicoptères militaires MH-53, SH-60 et UH-60 en service au sein des forces armées japonaises.
Le musée de l'aviation d'Aichi inauguré le 30 novembre 2017 occupe une partie du site.

## Situation

### Carte des 50 principaux aéroports du Japon
| Akita Amami Aomori Asahikawa Chūbu Fukuoka Fukushima Hakodate Hanamaki Hiroshima Ibaraki Ishigaki Izumo Kagoshima Kansai Kitakyushu Kobe Kōchi Komatsu Kumamoto Kumejima Kushiro Iwakuni Matsuyama Memanbetsu Miho-Yonago Misawa Miyako Miyazaki Nagasaki Nagoya Naha Tokyo · Narita Niigata Ōita Okayama Osaka Saga Sendai Shin-Chitose Shizuoka Shonai Takamatsu Tokachi-Obihiro Tokushima Tokyo · Haneda Tottori Toyama Tsushima Yamaguchi Ube |

## Compagnies et destinations
| Compagnies          | Destinations                                                                                     |
| ------------------- | ------------------------------------------------------------------------------------------------ |
| Fuji Dream Airlines | Aomori, Fukuoka, Morioka/Hanamaki (en), Izumo (en), Kōchi (en), Kumamoto, Niigata, Yamagata (en) |

Édité le 10/02/2020

## Statistiques
Pour des raisons techniques, il est temporairement impossible d'afficher le graphique qui aurait dû être présenté ici.

Voir la requête brute et les sources sur Wikidata.